# Хильтруда
Хильтруда (Гильтруда; нем. Hiltrud; около 715—754) — дочь майордома Франкского государства Карла Мартелла, супруга правителя Баварии Одилона, в 748—754 годах — регент в малолетство своего сына Тассилона III.

## Биография
Хильтруда была единственной дочерью Карла Мартелла и его первой супруги Ротруды. Её мать скончалась в 725 году, после чего Карл взял в жёны Свангильду, пленённую во время недавнего похода франков в Баварию. Мачеха Хильтурды принадлежала к роду Агилольфингов, представители которого правили Баварским герцогством. В браке с Карлом Мартеллом у Свангильды родился сын Грифон.
Благодаря влиянию Свангильды на Карла Мартелла, её дядя Одилон с помощью франков в 736 году смог получить власть над Баварией. Предполагается, что намереваясь ещё более усилить связи между Агилольфингами и Каролингами, Свангильда содействовала заключению брака между Одилоном и Хильтрудой. Вынужденный в начале лета 740 года бежать от мятежников, баварский герцог в августе месяце нашёл убежище при дворе Карла Мартелла. Здесь он влюбился в дочь майордома Хильтруду, которая ответила ему взаимностью. Уже после того, как в конце марта 741 года Одилон возвратился к себе на родину, Хильтруда родила сына, позднее получившего имя Тассилон. По одним данным, это произошло ещё при жизни Карла Мартелла, по другим — уже после его смерти в октябре месяце. Об этих событиях как о «скандале» при дворе правителей Франкского государства вспоминали ещё во времена императора Людовика I Благочестивого.
Во франкских источниках сообщается о том, что во время начавшейся после кончины Карла Мартелла борьбы за власть между Грифоном и его единокровными братьями Пипином Коротким и Карломаном Свангильда убедила Хильтруду бежать в Баварию. Там в Регенсбурге та и сочеталась браком с Одилоном. В хронике Продолжателей Фредегара сообщается, что и Пипин, и Карломан были категорически против брака Хильтруды и баварского герцога. В то же время, вероятно, заключение брачного союза между Хильтрудой и Одилоном, кроме Свангильды, поддерживал также и Грифон. Вероятно, способствуя браку Одилона и Хильтруды, они надеялись в ответ получить поддержку от герцога Баварии в борьбе за должность майордома Франкского государства.
Этот брак, а также поддержка Одилоном притязаний Грифона, привели герцога Баварии к конфликту с правителями Франкского государства. В 743 году Карломан совершил поход в Баварию, нанёс Одилону и его союзникам поражение на берегу Леха, и вынудил герцога передать франкам контроль над своими землями, находившимися к северу от Дуная. Вероятно, только благодаря посредничеству Хильтруды герцогу Баварии удалось откупиться от правителей франков лишь территориальными уступками, а не утратой полной независимости.
Одилон умер 18 января 748 года, оставив власть над Баварским герцогством своему сыну Тассилону III. Тот в то время был ещё малолетним ребёнком, поэтому управление владениями умершего супруга взяла на себя Хильтруда. Одновременно и Грифон, в прошлом году нашедший убежище при дворе мужа своей сестры, при поддержке некоторой части баварской знати провозгласил себя правителем герцогства. О том, как складывались отношения между Хильтрудой и Грифоном в то время, в средневековых источниках свидетельств не сохранилось. Вероятно, в борьбе за право Тассилона III унаследовать владения Одилона, Хильтруда опиралась на помощь своего брата Пипина Короткого. Благодаря действиям Пипина, в 749 году передавшему Грифону власть над некоторыми землями Нейстрии, Хильтруде удалось сохранить за своим сыном права на Баварское герцогство.
Мнение некоторых историков о том, что после смерти герцога Одилона Хильтруда могла стать аббатисой Ноннбергского монастыря, не подтверждается достоверными источниками.Предполагается, что вдовствующая герцогиня могла вступить в новый брачный союз. Её возможным вторым супругом считают некоего Теудеберта, в браке с которым герцогиня родила дочь Ротруду. Хильтруда властвовала над Баварией до самой своей смерти в 754 году. Предполагается, что с кончины Хильтруды и до того как Тассилон III в 757 году достиг совершеннолетия и взял на себя управление Баварией, опекуном герцога был франкский правитель Пипин Короткий.